# Ateles belzebuth
{{#ifeq:0|0|{{#if:|{{#if:Atelesbelzebuth|[[]}}|}}}}
Ateles belzebuth — вид приматів родини коатових (Atelidae).

## Поширення
Зустрічаються в північно-східній частині амазонських дощових лісів в Південній Америці (Колумбія, Венесуела, Перу, Еквадор і Бразилія).

## Опис
Тіло завдовжки від 42 до 50 см. Вага тіла від 5,9 до 10,4 кг. Кінцівки дуже довгі, довші, ніж тулуб. На лобі світла трикутна пляма, що виділяє цей вид серед інших представників роду. Шерсть на спині від світло-коричневого до чорного кольору, на череві та грудях від білого до світло-коричневого. Хвіст хапального типу, завдовжки від 61 до 88 см.